# علی عزیر
علی عزیر (انگلیسی: Ali Uzair؛ زادهٔ ۱۴ اکتبر ۱۹۹۶) بازیکن فوتبال اهل پاکستان است.
وی همچنین در تیم ملی فوتبال پاکستان بازی کرده است.